# Eupholidoptera excisa
Eupholidoptera excisa är en insektsart som först beskrevs av Karabag 1952.  Eupholidoptera excisa ingår i släktet Eupholidoptera och familjen vårtbitare. Inga underarter finns listade i Catalogue of Life.